# Tryphomys adustus
Genre
Espèce
Statut de conservation UICN

 DD B1+2b : Données insuffisantes
Tryphomys adustus est la seule espèce du genre Tryphomys. C'est un rongeur de la sous-famille des Murinés d'une espèce considérée comme vulnérable par l'UICN.